# Castilla
Castilla (Bayan ng Castilla) är en kommun i Filippinerna. Kommunen ligger på ön Luzon, och tillhör provinsen Sorsogon. Folkmängden uppgår till 57 827 invånare år 2015.

## Barangayer
Castilla är indelat i 34 barangayer.
| - Amomonting - Bagalayag - Bagong Sirang - Bonga - Buenavista - Burabod - Caburacan - Canjela - Cogon - Cumadcadb - Dangcalan | - Dinapa - La Union - Libtong - Loreto - Macalaya - Maracabac - Mayon - Milagrosa - Miluya - Maypangi - Monte Carmelo - Oras | - Pandan - Poblacion - Quirapi - Saclayan - Salvacion - San Isidro - San Rafael - San Roque - San Vicente - Sogoy - Tomalaytay |